# ミサイルの飛翔制御方式
ミサイルの飛翔制御方式（ミサイルのひしょうせいぎょほうしき）は、ミサイルなどの飛翔体の飛行方向を物理的に定める仕組みのことである。
ミサイルの飛翔制御機構は誘導機構（ミサイルの誘導方式）と協調して働き、飛行方向を正しく目標に向ける役割を担っている。

## 運動の要素
ミサイル全体（以下では「弾体」と表記）の運動は現在姿勢、角速度、角加速度の3種の角度要素と飛翔速度、飛翔加速度の2種の直線的速度要素によって記述される。

### 角度要素
ヨー、ピッチ、ロールと呼ばれる運動は以下の角度要素に分解できる。
現在姿勢
弾体が現在向いている頭部方向を、北を0度としての水平方向360度の方位角と水平面に対する+90度から-90度までの仰角で表し、さらに必要なら弾体の左右の傾きも加えたもの。
角速度
弾体が現在持っている回転運動の早さと方向を、xyzの3軸方向で表したもの。{\displaystyle p}, {\displaystyle q}, {\displaystyle r} などで表現する。
角加速度
旋回加速度とも呼ばれ、弾体が新たに受けている回転運動の加速を表す。{\displaystyle np}, {\displaystyle nq}, {\displaystyle nr} などで表現する。

### 直線的速度要素
飛翔速度
大気中を飛翔している現在の速度であり、周囲の空気に対する速度である対気速度と地面に対する速度である対地速度の2つが存在する。{\displaystyle v} で表現する。
飛翔加速度
ロケットモーターによる推進力や大気からの抗力によって生じる飛翔速度の変化を表す。{\displaystyle a} で表現する。

## 考慮すべき物理条件
飛翔するミサイルの運動方向を変えるには、弾体の姿勢を変えることで、弾体側面で受ける大気による圧力を利用するか、弾体自身が力を発揮することで運動方向を変えることで実現される。これらの力を効果的に作用させるために考慮すべき物理的な特性について以下に示す。

### 大気密度
空力制御では制御翼に大気からの力を受けるが、ミサイルが高空を飛翔する場合にはそれだけ大気密度が落ちるために、制御の効果は小さくなる。約5,500mで大気密度は半分になる。

### 対気速度
空力制御ではミサイルが高速で飛翔する限り、制御翼に受ける空気からの力で制御が有効となるが、ミサイルが低速であればその効果は小さくなる。空力制御の効果は大気中での速度に比例する。

### 重心移動
ミサイルの推進剤は飛翔に伴って消費され、弾体は徐々に軽くなる。ジェットエンジンを備える巡航ミサイルを除いて、ロケットモーターを備えるミサイルでは、固体燃料ロケットと液体燃料ロケットのいずれであっても、これら推進部が弾体の後半部を占めるため、発射後は刻々と弾体の重心が前方へと移動する。サイドスラスタや制御翼が弾体を旋回させる効果は、その横推力と重心からの距離の積で決まるため、重心より前に位置するこれらの制御作用点では旋回効果が時間と共に減じられ、直接横方向への移動効果が増すことになる。これらのミサイルではこの重心の移動量は全長の10%程度に及ぶ。

## 3つの方式
ミサイルの飛翔制御方式には大きく3つの方式があり、ミサイルの目的、大きさ、速度、費用対効果を考慮して、これらの1つまたは複数が選択される。
- 空力制御
- スラスト・ベクター・コントロール（Thrust vector control、TVC、推力方向制御）
- サイドスラスタ（Side thruster）[1]

### 空力制御
空力制御では弾体に作用する空力（空気力）を利用する。翼面の可動部を適切な角度に動かすことで、弾体の推進方向に対して横方向に揚力を発生させ、それが弾体に回転力を与えて回転させ、翼面と弾体外面が推進方向に対して迎角をなすことで飛翔方向を変化させる。
空力は以下の3つの力によって表現される。
- 風圧中心への揚力：{\displaystyle L}
- 風圧中心への抗力：{\displaystyle D}
- 重心へのピッチモーメント：{\displaystyle P.M.}

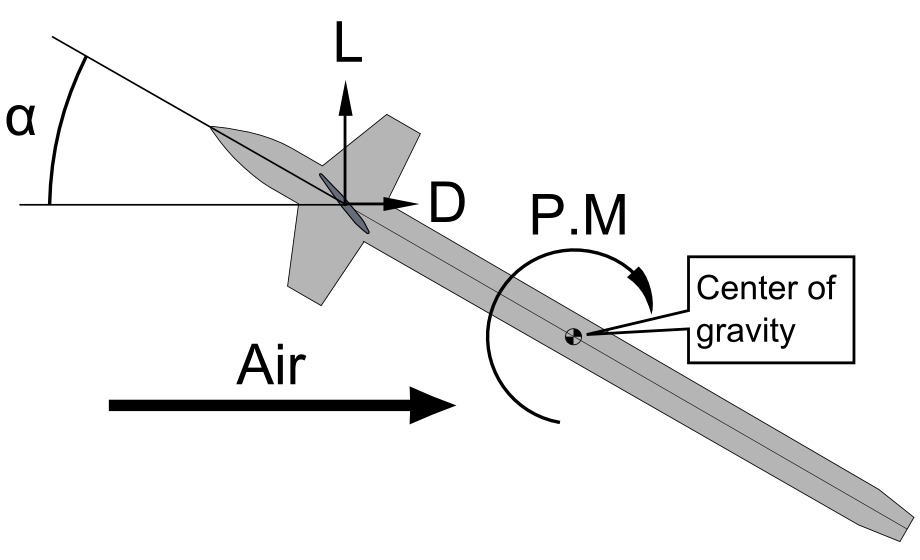
空力制御の作用図1
弾体は左方向へまっすぐ進んでおり、操縦翼面の働きで角度αだけ迎角が付いた状態を示す。

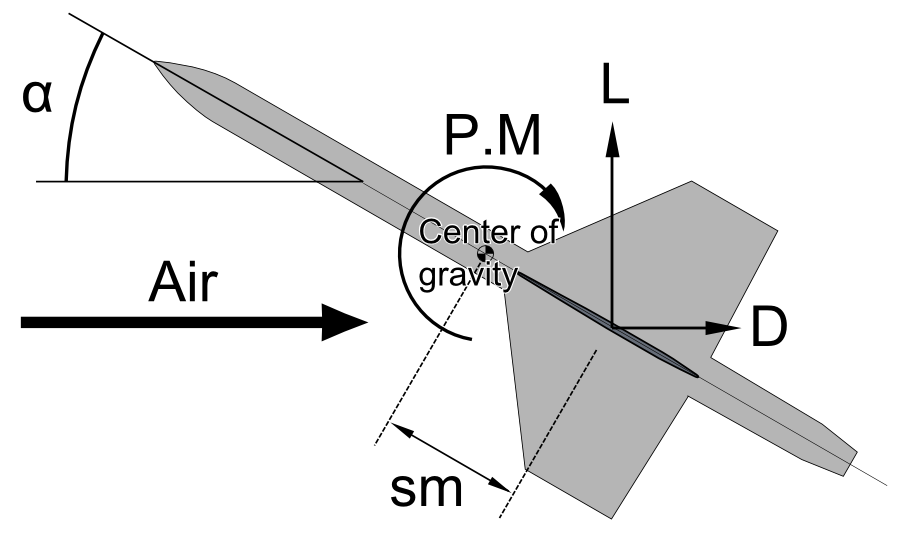
空力制御の作用図2
（翼は強調して大きく描かれている。）

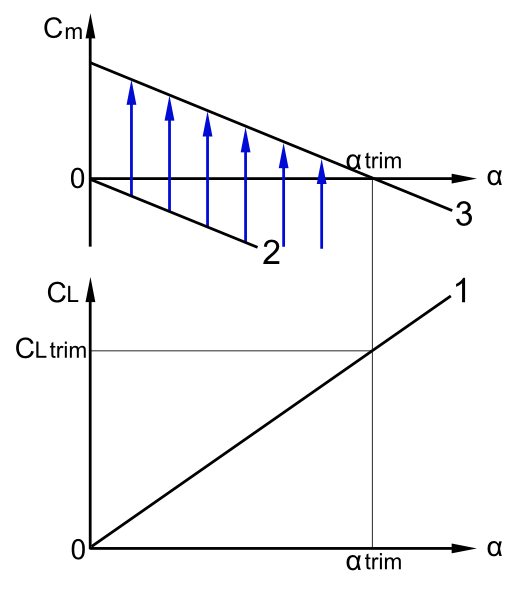
横軸αは迎角、縦軸は（上）モーメント係数C_{m}と（下）揚力係数C_{L}
1.揚力係数の変化 2.モーメント係数の変化（操舵なし） 3.モーメント係数の変化（操舵あり）
操舵によってモーメント係数が変化し、青の矢印で示した直線となる。αtrimの迎角の時にモーメントを打ち消すには青の矢印で示しただけの操舵によって初めて±0となる。

図と文での説明では簡単のために翼面のみを空力制御の作用対象として示すが、弾体の外形全体が空力制御に関わっている。
作用図2ではSMで表される長さが静安定余裕を示し、長ければ安定で操舵による変化が効きにくく、短ければ不安定で操舵による変化が効きやすい。
空力制御は対気速度に比例してその効果が変化するため、翼面は低速飛翔時と高速飛翔時では異なった扱いをする必要があり、発射直後の極低速時や空気の薄い高高度ではあまり機能しないという制約がある。
また、翼面の可動部が揚力を得るまでの時間的ずれと弾体全体が迎角を作ることで飛翔方向が変化するまでの時間的ずれという2段階の時間がかかるため、応答性は高くない。
制御に使用する動力は翼面可動部だけの小さなもので済み、機構もそれほど高度で複雑なものは必要とされないのに、他の方式に比べて大きな旋回加速度が得られる特徴があり、ミサイルの飛翔制御方式として最も基本的に採用されている。
固体ロケットモーターによる問題と解決策
固体ロケットモーターでは燃焼後の空虚重量時に重心が前部に著しく偏り、そのままでは後部に付いた安定翼の効果が高くなりすぎて、空力制御やTVCによる旋回性能を阻害することになる。このため、意図的に後部に付いた安定翼を小さくして空虚重量時の旋回性能を優先し、発射直後の全備重量時の空力安定性は失う設計が行なわれるようになっている。こういったミサイルでは空力安定性を欠いた補償として、動翼による積極的な制御により飛翔に支障が生じないようになっている。
STTとBTT
ほとんどのミサイルは、たとえTVCやサイドスラスタを飛翔制御に使用していても、空力制御も同時に利用して飛翔方向を制御している。この空力制御も多くのミサイルではピッチとヨーのみを制御していて、ロールは積極的には制御していない。こういった空力制御方式はSTT（Skid to turn）と呼ばれるが、巡航ミサイルや画像誘導方式のミサイルのような弾体のロール角を安定的に維持することが強く求められるものがあり、これらの方式はBTT（Bank to turn）と呼ばれる。
BTTは巡航ミサイルでの主翼揚力を最大限に利用した旋回性能の向上やエア・インテークへの空気流入量の安定確保の為、燃料系や誘導系の動作の為に求められるが、従来はSTTでの空力制御を採用していたタイプのミサイルでもロールを積極的に安定制御するBTTが、年々増えてきている。
ミサイルの大多数を占める十字翼を備えたものでBTTを採用する場合には、旋回加速度が生じるピッチ面は各翼の面に対し45度の角度で向かうようにロール角が制御される。

### スラスト・ベクター・コントロール
TVCとも表記され、ロケットの噴射方向を変えることで、尾部の横方向へ力を加える制御方法。ロケットノズル部をジンバルによって2軸方向に可動する方法と、ノズル部に突き出たベーンと呼ばれる通常4枚の偏向板による方法とがあるが、いずれもロケット噴射の流れを推進方向に対して斜めにすることで生まれる反作用で横方向への力を作る。大きな旋回加速度を得るには空力制御と同様に大迎角をとって弾体の空力特性を利用する必要があり、応答性でも同様に遅れが生じるが、空気がないところや速度の遅い発射直度でも変わりなく弾体の方向が変えられる。主ロケットの燃焼後は機能を失う。
ノズル部を可動式にすればベーンにより推進効率を犠牲にすることは避けられるが、固体・液体の両方式とも高温高圧のノズルを思う方向に安全に動かすには高度な技術の蓄積が求められる。
ジェットエンジンを使用する巡航ミサイルでは費用対効果から今のところ存在しない方法。
VLS用ミサイルでの採用
21世紀以降の多くの戦闘艦には、VLSと呼ばれるミサイルの垂直発射システムを搭載しているが、このシステムによって発射されたミサイルは発射直後は垂直方向に飛翔するため、近距離での即応性が求められるミサイルでは、素早く弾体を目標方向へ指向させるのにTVCが採用される場合がある。 例：ESSM

### サイドスラスタ
横方向へガス等の質量を噴射することで力を直接生み出す方式。普通は目標近くで使用され、大気の濃い高度で使用される場合と、空気の薄い高高度で使用される場合があり、空気が薄ければ空力によって弾体の回転を制止する力が弱くなるために、弾体が回転しないためにはサイドスラスタの推力は重心を貫いている必要がある。数個の小型液体ロケットエンジンやガス・ジェネレーターを備えるものと、ショットガンのように火薬の発砲ユニットを多数備えるもの（インパルス型）がある。推力が重心を貫いている形式のものは、弾体の回転を待たずに直接横方向に加速されるため、応答性の点では他の方式に抜きん出て高い性能を備える。
小型液体ロケットエンジンによるサイドスラスタは宇宙機に採用されていた宇宙空間用姿勢制御技術を軍事ミサイルに転用したものであり、インパルス型も近年生まれた共に比較的新しい技術である。空力制御のように空気や飛翔速度を必要とせず、TVCのように主ロケットの噴射も必要としないが、システムが複雑となり体積と重量の増大、開発・製造のコスト上昇、故障のリスクも高まり、保守の手間も増すなど、採用には慎重となる要素が多い。それでも、高高度のミサイルだけでなく厚い大気のある高度においても、弾道弾迎撃ミサイルのような高い応答性能・運動性能が求められる用途で採用されるようになってきている。上記説明には一部実戦配備前の技術が含まれる。

## 設計値と実測値
ミサイルの空力特性の多くは、それまでのデータの蓄積や設計時の計算によって概算値が求められるが、実測値との差は存在するため、風洞実験や実射実験によって正確なデータによって検証される。シミュレーション技術の発達によって設計値と実測値との差は縮小している。